# Bracebridgia emendata
Bracebridgia emendata is een mosdiertjessoort uit de familie van de Adeonidae. De wetenschappelijke naam van de soort is voor het eerst geldig gepubliceerd in 1881 door Waters.